# Maria Ursula Columba de Groote

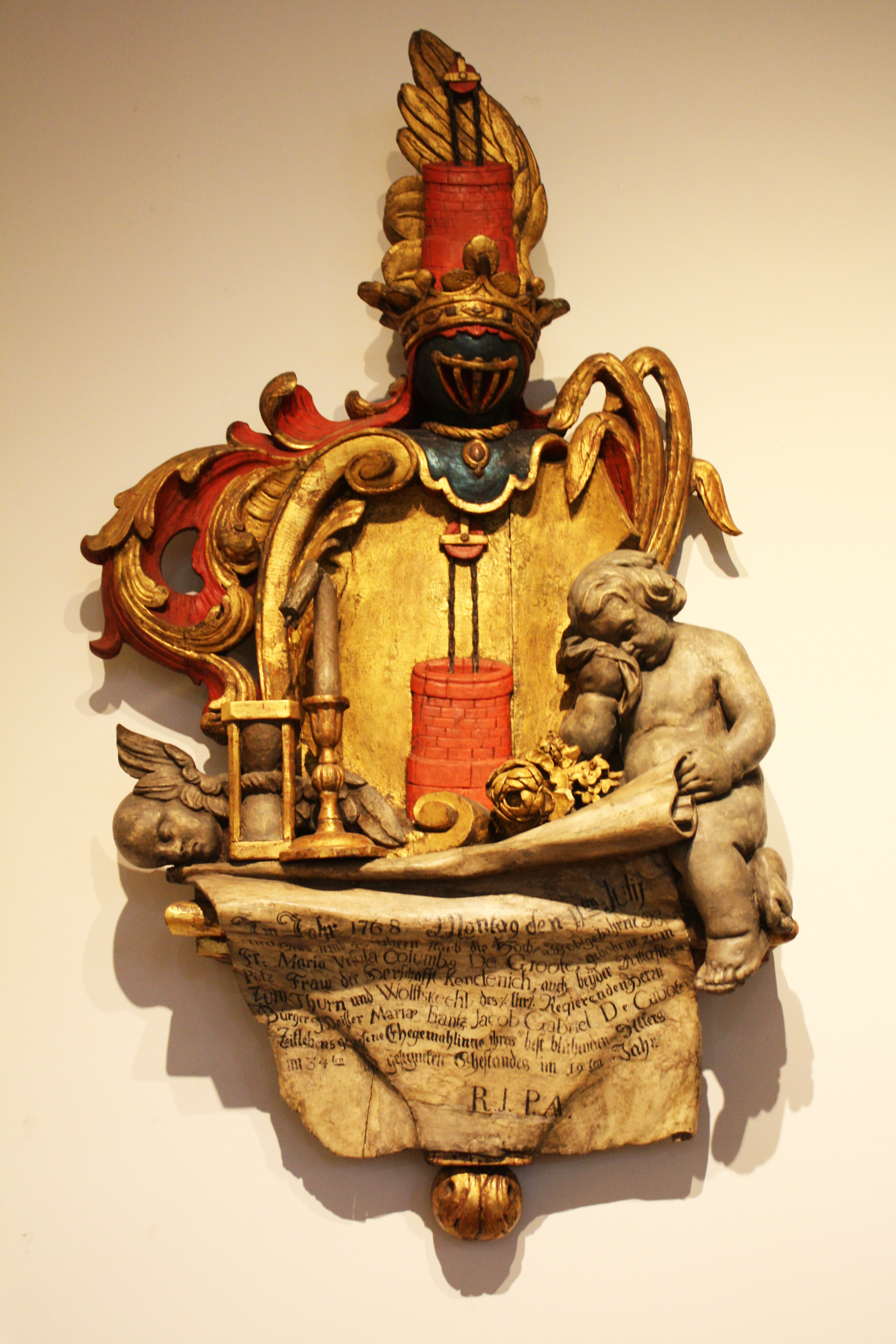
Epitaph der Maria Ursula Columba de Groote

 Maria Ursula Columba de Groote  (* 31. Dezember 1734 in Köln; † 11. Juli 1768 ebenda) war ab 1749 die Ehefrau des Maria Franz Jakob Gabriel de Groote, Bürgermeister der Freien Reichsstadt Köln.

## Geschichte
Die Geschichte der Stadt Köln wurde seit dem Mittelalter maßgeblich durch die aus den führenden Gesellschaftsschichten der Stadt hervorgegangenen Bürgermeister bestimmt. Das Wirken dieser Amtsträger ist vergleichsweise gut dokumentiert, weitgehend im Hintergrund blieben dagegen die Familienangehörigen.

### Herkunft, Kindheit und Ehe
Maria Ursula Columba war eine geborene „zum Pütz“, gehörte also einer alteingesessen, wohlhabenden Familie an, die schon Generationen zuvor einen der Bürgermeister der Stadt Köln stellte. Ihre Eltern waren Johann Caspar Josef zum Pütz zu Hemmerich (* 14. April 1708, † 23. November 1770) und Anna Maria Theresia, geborene Daemen († 28. Januar 1735), die im Januar des Jahres 1734 die Ehe geschlossen hatten. Zu Silvester des Jahres 1734 wurde dann ihre Tochter Maria Ursula Columba geboren. Die Mutter des Kindes verstarb nur wenige Wochen nach der Geburt ihres einzigen Kindes.
Bekannt zum Ort sind ein Haus und ein Weingarten im Severinsviertel, die Umstände ihres Heranwachsens sowie die der folgenden schulischen Ausbildung sind nicht bekannt. Maria Ursula Columba heiratete am 8. September 1749 im Alter von knapp fünfzehn Jahren, ein nicht unübliches Heiratsalter, den am 12. Juni 1721 geborenen Geschäftsmann und Kölner Politiker Franz Jakob Gabriel de Groote.

### Familie Franz Jakob Gabriel de Groote

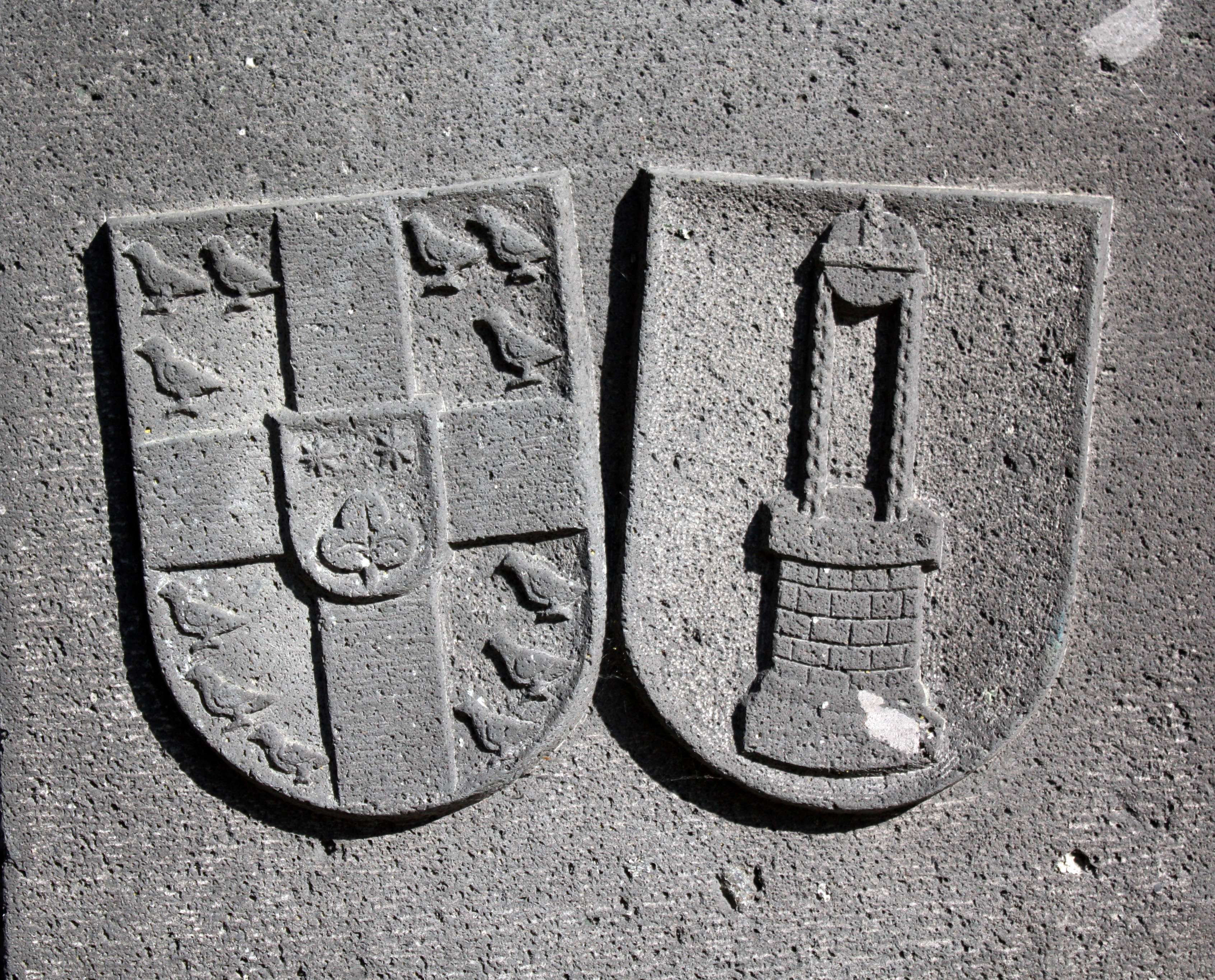
Allianzwappen der Kölner Bürgermeister-
familien „von Groote“ und „zum Pütz“ auf einem Wegekreuz in Kendenich

Den Eheleuten de Groote wurden drei Kinder geboren, nämlich
- am 1. Dezember 1756 Everhard Anton Hermann Joseph Melchior de Groote zu Kendenich und Dransdorf
- am 25. September 1759 Anna Maria Henrietta Josepha Walburgis de Groote
- am 11. Januar 1762 Heinrich Joseph Balthasar von Groote.[2]

De Groote teilte sich im Jahr 1756/57 mit seinem Schwiegervater das Amt eines vom Rat der Stadt gewählten regierenden Bürgermeisters. Die Frau an seiner Seite war nun als Maria Ursula Columba de Groote mit etwa 22/23 Jahren eine der jüngsten Bürgermeistergattinnen Kölns. Dies sollte sich für sie, da das Amt des Bürgermeisters nach der einjährigen Amtszeit erst zwei Jahre später erneut angetreten werden konnte, durch die jeweilige Wiederwahl ihres Mannes fünfmal wiederholen.

### Gesellschaftliches Leben

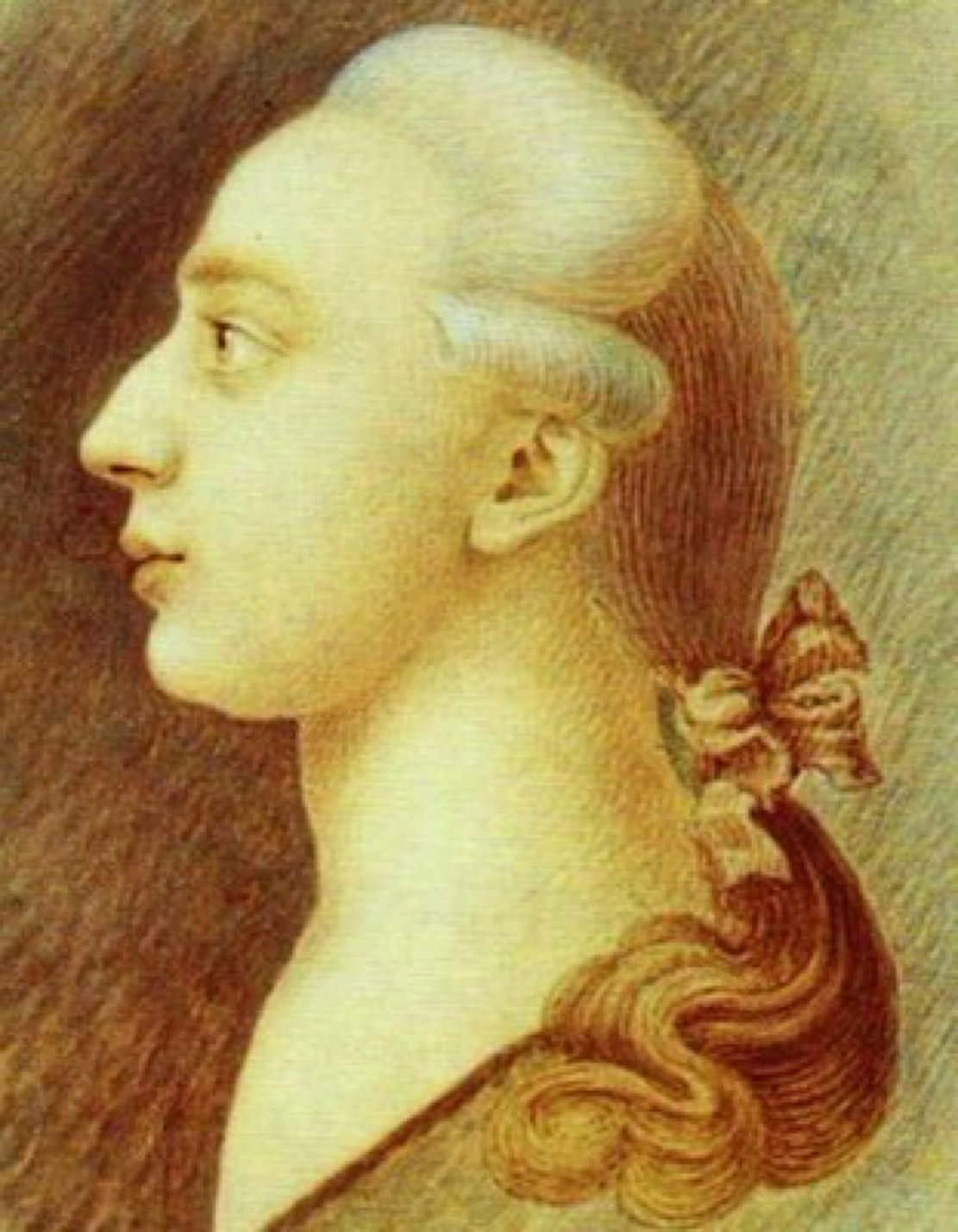
Francesco Casanova: Porträt des Giacomo Casanova, seines Bruders (um 1750–1755)

Neben Empfängen oder Banketten bot das städtische Leben den Damen der noblen Gesellschaft nicht viel Abwechslung. Ab der Mitte des 17. Jahrhunderts standen für Theaterdarbietungen einige wenige feste Gebäude zur Verfügung, so das „Ballhaus auf der Apostelstraße“, das „Haus Quatermarkt“ oder das „Gebuirhaus“ am Alter Markt. Zu dieser Zeit unterlagen alle Vorstellungen der Aufsicht des Kölner Rates.
Auf einer dieser Veranstaltungen, im Karneval, so berichtet der im Jahr 1760 für zweieinhalb Monate in Köln weilende Venezianer Giacomo Casanova in seinen Memoiren Histoire de ma vie, habe er ein Liebesverhältnis mit der Frau eines Kölner Bürgermeisters begonnen, die zu dieser Zeit die Geliebte des Grafen Kettler gewesen sei. Casanova beschreibt „Mimi“ „als aparte, muntere, sehr selbständige Person, die ein herzliches Verhältnis zu ihrem Ehemann“ hatte. „Daneben verrät Casanova auch intime Details aus Mimis Eheleben, die jeden Tag von ihrem Gatten beglückt worden sein soll. Nur an gewissen Tagen habe sie sich aus dem ehelichen Schlafzimmer in ein eigenes kleines Kämmerchen im Haus an der Glockengasse, welches ihr Ehemann 1752 errichten ließ, zurückgezogen, weil sie ihren Ehemann nicht inkommodieren wollte“.

### Früher Tod, Beisetzung
Maria Ursula Columba de Groote starb an „Auszehrung“, wohl Tuberkulose, im Hospital „Zur weiten Tür“ an der Severinstraße. Sie wurde zunächst bei den Kreuzbrüdern beigesetzt, aber ein halbes Jahr später in der Gruft der von den de Groote-Brüdern neuerbauten Elendskirche endgültig bestattet. Ein ihr zum Gedenken geschaffenes Epitaph oder auch Totenschild, welches vom Kölner Stadtmuseum im Jahr 1906 erworben werden konnte, führt einige ihrer Lebensdaten an:
Im Jahr 1768 Montag den II Juli morgens umb 4 Uhren starb die hochgebohrene Fr: Maria Ursula Columba De Groote gebohrene zum Pütz Frau der Herschaft Kendenich, auch beyder Rittersitze zum Thurm und Wolffskeehl, des:/Ihr/. Regierenden Herrn Bürgermeister Maria Frantz Jacob Gabriel De Groote zeitlebens gewesene Ehegemahlinne ihres best. blühenden Alters im 34ten Ihres gesegneten Ehestandes in 19ten Jahr. R.I.P.A. 
Die Vorfahren der Verstorbenen, die „Zum Pütz“, hatten einen besonderen Bezug zur Pfarrkirche St. Kolumba. Einige der Familienmitglieder trugen den Namen nach deren Patronin „Columba“, erhielten dort das Taufsakrament und wurden in der Kirche beigesetzt. Die Familie de Groote hatte sich im Jahr 1765 ihr eigenes Gotteshaus erbauen lassen, die Kirche St. Gregorius im Elend, in der auch Maria Ursula Columba von Groote beigesetzt wurde.
Die Überführung des Leichnams der verstorbenen Frau de Groote von der Kreuz-Bruder Kirche zur Elendskirche fand am 13. Februar 1769 statt. Dazu heißt es in den Originalakten:
 Convolutum betreffent die Transportirung der Leiche von der seelig verstorbener Fraw Bürger Mstrin Maria, Ursula,Columba De Groote gebohrne Zum Pütz, aus der Creutz-Brüder Kirch, nach dem Elendt, so geschehen den ersten Mondag in der Fasten, 1769, den 13 Februar Abents zwischen 9 und 10 Uhr. Elendiger  Kirchhof n° 19. .

### Nachlass der Verstorbenen
Die Verstorbene bedachte die Erben mit folgenden Gütern: Rittersitz „Voigt Bell“, Rittersitz in Widdersdorf, Ratzer Hof, Kleehof zu Bornheim, Lehngüter zu Essen, Alten – Grimberg und „Klein Alberhausen“, Weingut zu Heister, in Köln: Weingarten in der Nächelsgasse, Staber Hof in der Severinstraße, Haus in der Witschgasse, Ländereien zu Boisweiler;
Als Erben benannte sie: Canonicus Philipp Wilhelm, Everhard und Frantz Jacob von Hilgers, Maria Gabriel von Herrestorff und Anna Francisca von Herwegh.
Ihr Witwer Franz Jakob Gabriel de Groote wurde als „Edler von Groote zu Kendenich“ von Kaiser Josef II. am 13. Februar 1780 in den Reichsritterstand erhoben.